# Luxé
Luxé – miejscowość i gmina we Francji, w regionie Nowa Akwitania, w departamencie Charente.
Według danych na rok 1990 gminę zamieszkiwały 733 osoby, a gęstość zaludnienia wynosiła 60 osób/km² (wśród 1467 gmin regionu Poitou-Charentes Luxé plasuje się na 414. miejscu pod względem liczby ludności, natomiast pod względem powierzchni na miejscu 715.).